# John Wansbrough
John Edward Wansbrough (* 19. Februar 1928 in Peoria (Illinois); † 10. Juni 2002 in Montaigu-de-Quercy, Frankreich) war ein US-amerikanischer Historiker an der School of Oriental and African Studies der University of London.
Mit seiner grundsätzlichen Kritik an der Glaubwürdigkeit der klassischen islamischen Überlieferungen über die Anfänge des Islam und dem Versuch, eine alternative, historisch glaubwürdigere Version von der Entstehung des Islam zu entwickeln, begründete Wansbrough die sogenannte Revisionistische Schule der Islamwissenschaft.

## Leben
Wansbrough schloss sein Studium an der Harvard-Universität ab und arbeitete bis zur Emeritierung an der School of Oriental and African Studies in London, deren Prorektor er war. Zu seinen Schülern zählen unter anderem Andrew Rippin, Norman Calder und G. R. Hawting, Patricia Crone und Michael Cook.

## Forschung
Wansbrough begann mit dem Studium früher islamischer Manuskripte und des Koran. Dabei fiel ihm auf, dass die frühen islamischen Texte zu einem Publikum sprechen, das mit jüdischen und christlichen Texten vertraut ist, und dass jüdische und christliche theologische Probleme verhandelt werden. Kritik an „Ungläubigen“ richtete sich offenbar an Monotheisten, deren Monotheismus nicht „rein“ war.
Das passte nicht zu den islamischen Überlieferung von den Anfängen des Islam, denen zufolge der Islam in einer polytheistischen Gesellschaft entstanden sein soll. Wansbrough untersuchte die klassischen islamischen Überlieferungen, die erst 150 bis 200 Jahre nach Mohammed entstanden, mit der historisch-kritischen, speziell auch der literarkritischen Methode. Dabei fand er zahllose Indizien dafür, dass diese Texte keine historischen Berichte sind, sondern spätere literarische Konstruktionen im Stil einer alttestamentlichen Heilsgeschichte, deren historischer Kern gering bzw. nicht mehr feststellbar ist.
Daraus entwickelte Wansbrough die Theorie, dass der Islam nicht als eigenständige, neue Religion entstanden war, sondern aus einer Auseinandersetzung verschiedener jüdisch-christlicher Sekten hervorging. Der Koran sei ein in einem 200-jährigen Prozess entstandener Text und könne deshalb nicht von Mohammed stammen. Die Person des Mohammed als Prophet des Koran wäre demnach eine spätere Erfindung, oder Mohammed hatte zumindest nichts mit dem Koran zu tun. Die Person des Mohammed hatte für spätere Zeiten allein die Funktion, der neu entstandenen religiösen Gemeinschaft eine eigene Identität nach dem Rollenmodell eines alttestamentlichen Propheten zu geben.

## Rezeption und Kritik
Mit seiner grundsätzlichen Kritik an der Glaubwürdigkeit der klassischen islamischen Überlieferungen über die Anfänge des Islam und dem Versuch, eine alternative, historisch glaubwürdigere Version von der Entstehung des Islam zu entwickeln, begründete Wansbrough die sogenannte „revisionistische“ Schule der Islamwissenschaft. Sein Einfluss auf die moderne Islamwissenschaft kann gar nicht überschätzt werden.
Allerdings wird die Theorie von Wansbrough heute im Detail von vielen für zu radikal gehalten, und zwar speziell die völlige Abtrennung der Entstehung des Koran von der Person des Mohammed. Hingegen findet Wansbroughs Zurückweisung der klassischen islamischen Überlieferungen als historischer Berichte große Akzeptanz. Auch seine Erkenntnis, dass der Islam in einem jüdisch-christlich geprägten Milieu entstanden sein muss, trifft heute auf breite Zustimmung.

## Werke
- Quranic Studies: Sources and Methods of Scriptural Interpretation (Oxford, 1977) Online bei archive.org.
- The Sectarian Milieu: Content and Composition Of Islamic Salvation History (Oxford, 1978).
- Res Ipsa Loquitur: History and Mimesis (1987).
- Lingua Franca in the Mediterranean (Curzon Press 1996).